# Cerococcus bryoides
Cerococcus bryoides är en insektsart som först beskrevs av William Miles Maskell 1894.  Cerococcus bryoides ingår i släktet Cerococcus och familjen Cerococcidae. Inga underarter finns listade i Catalogue of Life.